# 藤井武彦
藤井 武彦（ふじい たけひこ、1941年1月1日 - ）は、日本の経営者。トーハン社長、会長を務めた。島根県出身。

## 経歴・人物
1988年に中央大学法学部を卒業し、同年に三和銀行に入行した。1994年にトーハン取締役に就任し、1997年に副社長、2006年に財務顧問を経て、2012年6月に社長に就任。2018年6月には顧問に退いた。